# Linaria sepium
Linaria sepium är en grobladsväxtart som beskrevs av Allman. Linaria sepium ingår i släktet sporrar, och familjen grobladsväxter. Inga underarter finns listade i Catalogue of Life.